# Hà Sơn Nhin
Hà Sơn Nhin (sinh ngày 10 tháng 4 năm 1954), tên thật là A Nhin, người Ba Na, là một chính khách Việt Nam. Ông là đại biểu Quốc hội Việt Nam khóa XI, 12 và khóa XIII, thuộc đoàn đại biểu Gia Lai. Trong Đảng Cộng sản Việt Nam, ông từng là Ủy viên Ban Chấp hành Trung ương Đảng Cộng sản Việt Nam khóa XI, Bí thư Tỉnh ủy Gia Lai nhiệm kỳ 2010-2015.

## Xuất thân
A Nhin sinh ngày 10 tháng 4 năm 1954, người Ba Na, không theo tôn giáo nào. Ông có quê quán ở xã Sơn Lang, huyện Kbang, tỉnh Gia Lai.

## Giáo dục
Cố có trình độ cao cấp lí luận chính trị.

## Sự nghiệp
Ông gia nhập Đảng Cộng sản Việt Nam vào ngày 3/10/1971.
Ngày 6/10/2010, tại Đại hội đại biểu Đảng bộ tỉnh Gia Lai lần thứ 14 nhiệm kỳ 2010-2015, ông Hà Sơn Nhin tái cử làm Bí thư Tỉnh ủy Gia Lai, Phạm Đình Thu, Phạm Thế Dũng, Bùi Văn Cường giữ chức vụ Phó Bí thư Tỉnh ủy.
Ông từng là đại biểu Quốc hội Việt Nam khóa XI, 12 và khóa XIII, thuộc đoàn đại biểu Gia Lai.
Từ 2011 đến 2016, ông là Ủy viên Ban Chấp hành Trung ương Đảng Cộng sản Việt Nam khóa XI, Bí thư Tỉnh ủy Gia Lai, Trưởng Đoàn ĐBQH tỉnh Gia Lai khóa XIII, Ủy viên Hội đồng Dân tộc của Quốc hội.

## Tặng thưởng
- Huân chương Lao động hạng Nhất (trao ngày 11/2/2014)[4]